# كلايف ديفيز
كلايف ديفيز (بالإنجليزية: Clive Davies)‏ (7 نوفمبر 1951 في المملكة المتحدة - ) هو لاعب كريكت بريطاني. لعب مع نادي مقاطعة غلاموركن للكريكت ‏.

## وصلات خارجية
- كلايف ديفيز على موقع إي آس بي آن كريك إنفو (الإنجليزية)